# Qidi Wu
Wu Qidi é uma política e engenheira chinesa. É a actual presidente da Associação Shanghai no estrangeiro de Volta de Becarios.

## Educação
Em 1970, Wu completou a sua licenciatura em engenharia electrónica pela Universidade Tsinghua. Depois, trabalhou como técnica numa fábrica de equipamentos para o Escritório Central Yunnan de telecomunicações até que, em 1975, se mudou para Pequim para ser uma técnica no Instituto de Estandardização de Electrónica da China.
Em 1978, Wu completou seus estudos de mestria pela Universidade Tsinghua, pesquisando instrumentos de precisão e trabalhando como uma engenheira assistente. De 1981 a 1986, Wu estudou para o PhD na Escola Politécnica Federal de Zurique.

## Carreira
De 1986 a 1989, Wu trabalhou como professora assistente na Universidade Tongjiantes, e depois como professora. Em 1993, foi designada vice-presidente da Universidade Tongji, antes de  ascender como presidente em 1995. Durante a sua presidência, o número de estudantes em Tongji aumentou de 27.000 a 56.000 e os fundos disponíveis para investigações aumentaram três vezes.
Em 2002, foi membro alternado do 16.º Congresso Nacional do Partido Comunista da China.
Em 2003, foi designada Vice-ministra de Educação, além de também ser vice-catedrática da Federação de Mulheres da China.

## Honras e Prémios
- Cruz magnífica de Mérito da República Federal Alemã (1999).
- Henry Fok Prémio de Bolsa de MOE para Professores Jovens (1988)